# Alexis Sablone
Alexis Sablone (Connecticut, E.U., 12 de agosto de 1986) es una patinadora profesional estadounidense. Estuvo rankeada en el puesto 12.º en el mundo a partir de julio del 2021. Ha competido en todas las competencias de los X Games desde 2009, el Campeonato Mundial de Skateboarding y patinó en el Dew. Excursión. Sablone compitió en los Juegos Olímpicos de Tokio 2020 y quedó en cuarto lugar en la final callejera femenina. Además de ser skater profesional, Sablone tiene una maestría en Arquitectura del MIT. Actualmente reside en Crown Heights, Brooklyn.

## Biografía

### Primeros años
Alexis Sablone nació el 12 de agosto de 1986 y creció en Old Saybrook, Connecticut. Cuando tenía nueve años, Sablone comenzó a aprender a patinar sola en el garaje de su madre mirando viejas cintas VHS e imitando lo que veía. Asistió a The Country School en las cercanías de Madison, Connecticut, donde conoció a otros patinadores. Como le dijo a ESPN en una entrevista de 2011: 
"Simplemente patinaba sola todas las noches en el garaje y en mi porche. En quinto grado, cambié de escuela y había algunos patinadores allí. Todos traíamos nuestras patinetas a la escuela. Aunque no sé muy bien qué hacíamos con ellas, porque no patinábamos en la escuela. Pero ese fue el primer contacto que tuve con otros patinadores. El parque de patinaje más cercano a la casa de mis padres estaba en Guilford, y eso estaba como a 40 minutos de distancia. Traté de ir allí todos los fines de semana. Pero durante la semana era solo yo".

### Carrera temprana de skate
Sablone participó en su primer concurso cuando tenía 12 años, un skate jam de chicas en Rhode Island, donde obtuvo el segundo lugar. Al año siguiente, participó en otro concurso de patinaje en Nueva Jersey, que ganó. Mientras patinaba en un parque en Madison, Connecticut, conoció a Kris Markovich, quien trabajaba para Element en ese momento, la compañía la llevó a Huntington Beach, California para una competencia de patinaje donde se torció el tobillo y decidió que nunca participaría en un concurso.
Luego, Sablone asistió a Woodward Camp, un campamento de verano en Pensilvania mundialmente conocido por su programación de deportes de acción, gimnasia y animación. Luego comenzó a viajar a Boston para patinar los fines de semana, pero no fue sino hasta 2002, con el lanzamiento de Wonderful, Horrible, Life de PJ Ladd, que Sablone, de 16 años, ganó reconocimiento, "Su segmento, solo un par de minutos de ella saltando por las barandillas y los bordillos al ritmo de 'Mambo Italiano' de Rosemary Clooney, la convirtió en una estrella en el mundo del skateboard. "Estaba haciendo trucos que no solo eran geniales porque era una niña; eran mejores que cualquier otra cosa que estuviera haciendo".
Sin embargo, después de intentar conseguir un agente y que le dijeran que no había mercado para las mujeres en el skateboarding, Sablone decidió dedicarse a otros intereses. Después de graduarse de la Escuela Hopkins en 2004, asistió a Barnard College en la ciudad de Nueva York y se graduó con una licenciatura en arquitectura en 2008.

### Regreso a skateboarding
Mientras trabajaba como camarera en el Upper East Side, la amiga de Sablone la animó a participar en la Maloof Money Cup, que ofrecía un premio de $25,000 dólares. Ingresó en el último minuto y terminó sexta. El mismo año, a los 23 años, Sablone ingresó a sus primeros X Games, ubicándose en segundo lugar en Skateboard Street en los X Games XV. Como dijo Sablone: "Para 2009, todo el asunto de la lesión en el tobillo finalmente era historia y superé toda la mentalidad de no competir. No voy a decir que todo fue suerte, pero me siento muy afortunado de haberlo hecho bien en mis dos primeros X Games". Sablone ha competido en todos los X Games desde entonces, ganando: tres medallas de oro, dos medallas de plata y dos medallas de bronce. Sablone también comenzó a competir en el Dew Tour, incluidas las finales de Skate Park de la Federación Internacional de Skateboarding (ISF) de 2010, donde ocupó el tercer lugar.
Para 2012, las ganancias de Sablone de las competencias le permitieron inscribirse en el programa de maestría en arquitectura del MIT. Se graduó del programa en 2016 y planea convertir su tesis, "Oasis nuclear: la historia de la basura de 10,000 años" en una novela gráfica. Mientras estaba inscrita en la escuela de posgrado, Sablone también ganó el Campeonato Mundial de Skateboarding de calle femenino de 2015, compartiendo la bolsa de premios más grande en skateboarding competitivo con Nyjah Huston y Jimmy Wilkins.

## Carrera profesional
Sablone recibió su primera tabla profesional exclusiva en 2017 como la primera mujer miembro del equipo WKND Skateboards. También creó gráficos para el video "Sir Palmer" lanzado por WKND en 2018 e ilustró algunos de los gráficos de tableros para la empresa.
En 2018, fue invitada a diseñar una escultura patinable para una plaza pública en Malmö, Suecia. "Lady In The Square es una interpretación artística del rostro de una mujer desde una vista aérea, pero de cerca forma una agrupación de obstáculos de patinaje colocados en la parte superior de una plaza de tres escalones. Este proyecto es un ejemplo de una perfecta incorporación de skateboarding y las bellas artes en el espacio público".
En junio de 2019, Sablone colaboró con Converse para lanzar sus primeras zapatillas de deporte de modelo profesional: unas One Star Pros bajas de ante blanco con una estrella ocre. Vogue explicó la importancia del logro de Sablone en el artículo de mayo de 2019: "Más allá de ser un símbolo de logro atlético, la mercancía de modelos profesionales ofrece a las patinadoras una oportunidad importante para monetizar su éxito. Fue solo el año pasado que Sablone y sus compañeros pudieron hacer un salario digno de su deporte".
Sablone ocupó el segundo lugar en el evento callejero femenino en el Campeonato Nacional de Skateboarding de EE. UU. en octubre de 2019. En el circuito internacional en 2019, ocupó el séptimo lugar en el Campeonato Mundial World Skate SLS en septiembre y repitió la actuación por el séptimo lugar en el World Skate Oi STU. Finales de Open Women's Street en noviembre. Sablone se separó de WKND a principios de 2020 y en noviembre de 2020 anunció que se había unido a Alltimers Skateboards.
A principios de junio de 2021, Sablone lanzó otra colaboración con Converse, "una versión alta acolchada completamente blanca del modelo clásico de Jack Purcell con una pequeña lengüeta de arco iris en la parte posterior. La compañía lo llama su zapato Pride". Sablone se identifica como queer, "porque la palabra es ambigua y menos restrictiva que algo como lesbiana, que ella descarta como 'demasiado de género'".

## Olimpiada de Tokio
Después del Campeonato Mundial de Calle de junio de 2021 en Roma, Italy Sablone fue elegida para el Equipo Nacional de Skateboarding de EE. UU. inaugural en los Juegos Olímpicos de Tokio.
En la final de la categoría street olímpica, Sablone terminó en cuarto lugar con una puntuación de 13,57 después de varias caídas. Hablando con los periodistas después de la competencia, dijo: "[P]arte de esto se siente como otro concurso. Como, he estado aquí, he visto a estas personas, hemos patinado juntos antes, y luego está esa parte de mi cerebro, como volverse loco, pensando como 'Esto es historia, estas son las primeras Olimpiadas'. No puedo creer que esté aquí... Se siente histórico, todo se siente como si hubiera más en juego y realmente no puedo creer que esté aquí".
Sablone, de 34 años, también notó que perdió ante competidores mucho más jóvenes, incluidas Momiji Nishiya y Rayssa Leal, de 13 años, y Funa Nakayama, de 18 años. "Durante mucho tiempo, había muchas menos mujeres haciendo esto. Ha sido necesario hasta ahora lograr que suficientes personas presten atención, tener suficientes ojos en él, inspirar a las niñas de todo el mundo a comenzar a patinar... Yo estaba como, ' Finalmente estamos aquí... Las skaters femeninas han alcanzado una masa crítica. Ya hay suficiente para que haya prodigios. Y están aquí'".